# 성하 (1981년)
성하(成河, 1981년 3월 26일~)는 대한민국의 배우이다. 옛 예명은 조성하(曹成河)이다.